# هانس هاوك
هانس هاوك (بالألمانية: Hans Hauck)‏ هو عسكري ألماني، ولد في 1920 في فرانكفورت في ألمانيا، وتوفي في 2003.